# Liste der Biografien/Nau
Liste der Biografien |
Portal Biografien |
Personensuche
# |
A |
B |
C |
D |
E |
F |
G |
H |
I |
J |
K |
L |
M |
N |
O |
P |
Q |
R |
S |
T |
U |
V |
W |
X |
Y |
Z |
?
 
Na |
Nb |
Nc |
Nd |
Ne |
Nf |
Ng |
Nh |
Ni |
Nj |
Nk |
Nl |
Nm |
Nn |
No |
Nr |
Ns |
Nt |
Nu |
Nv |
Nw |
Nx |
Ny |
Nz
 
Naa |
Nab |
Nac |
Nad |
Nae |
Naf |
Nag |
Nah |
Nai |
Naj |
Nak |
Nal |
Nam |
Nan |
Nao |
Nap |
Naq |
Nar |
Nas |
Nat |
Nau |
Nav |
Naw |
Nax |
Nay |
Naz
Die Liste der Biografien führt alle Personen auf, die in der deutschsprachigen Wikipedia einen Artikel haben. Dieses ist eine Teilliste mit 397 Einträgen von Personen, deren Namen mit den Buchstaben „Nau“ beginnt.

## Nau
- Nau, Aenne (1909–1991), deutsche Schauspielerin und Hörspielsprecherin
- Nau, Alfred (1906–1983), deutscher Politiker (SPD)
- Nau, Bernhard Sebastian von (1766–1845), deutscher Kameralist, Naturforscher und Mitglied der Ständeversammlung des Großherzogtums Frankfurt
- Nau, Carla (* 1968), deutsche Anästhesiologin und Hochschullehrerin
- Nau, Elisabeth (1916–2010), deutsche Numismatikerin
- Nau, François (1864–1931), französischer Geistlicher und Mathematiker
- Nau, Hans-Martin (* 1937), deutscher Opernsänger (Bass)
- Nau, John-Antoine (1860–1918), französischer Schriftsteller
- Nau, Nicole (* 1963), deutsche Tänzerin
- Nau, Paul (1901–1984), französischer katholischer Theologe
- Nau, Peter (* 1942), deutscher Filmkritiker und Autor
- Nau, Wilhelm (1916–1990), deutscher Verwaltungsjurist und Kommunalpolitiker (CSU)

### Naub
- Naubachtī, al-Hasan ibn Mūsā an-, persischer imamitischer Theologe und Philosoph
- Nauber, Franz (1911–2001), deutscher Hornist
- Nauber, Gerrit (* 1992), deutscher FußballspielerGerrit Nauber (* 1992)

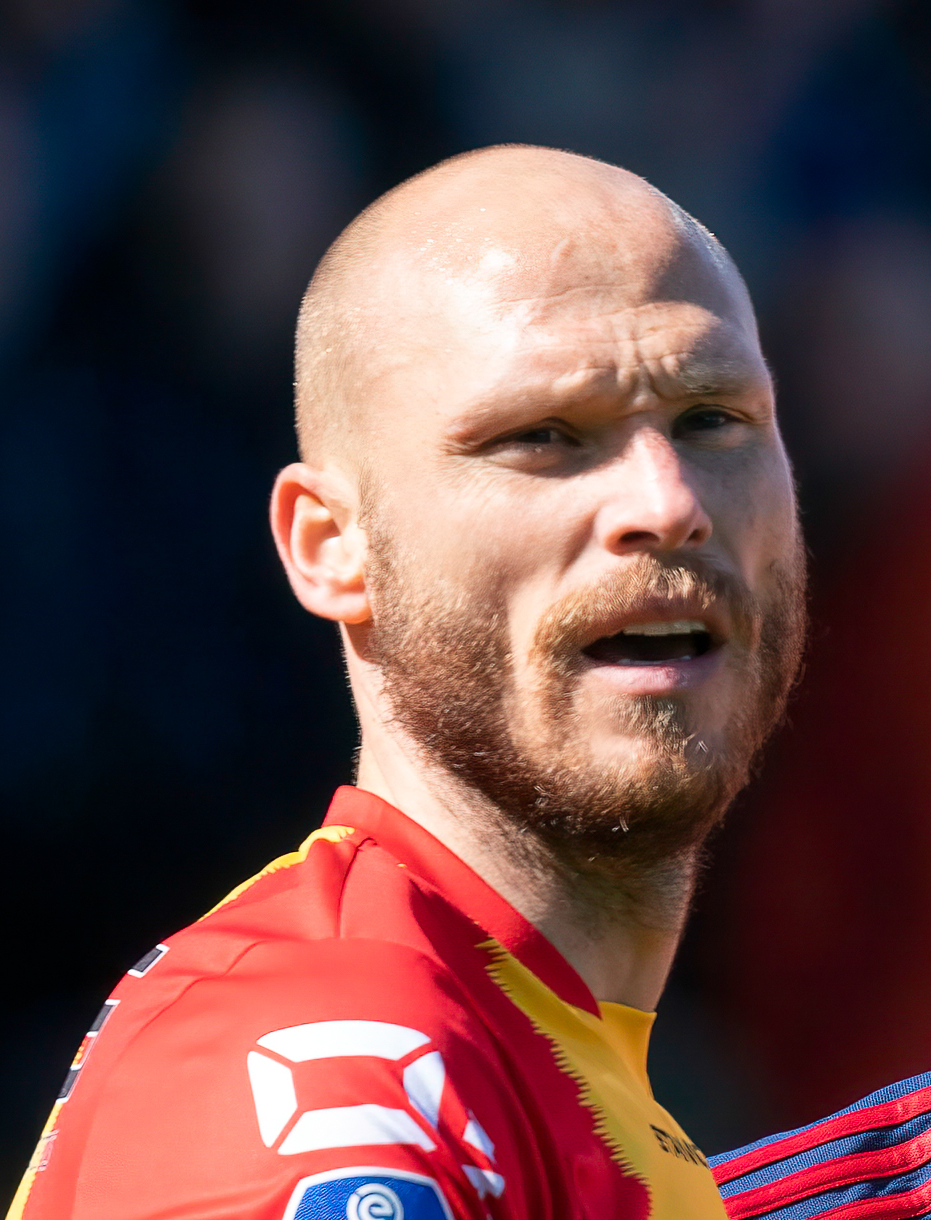
Gerrit Nauber (* 1992)

- Nauber, Werner (* 1941), deutscher Skilanglauftrainer
- Naubert, August (1839–1897), deutscher Pianist, Organist, Musiklehrer und Komponist
- Naubert, Benedikte (1752–1819), deutsche SchriftstellerinBenedikte Naubert (1752–1819)

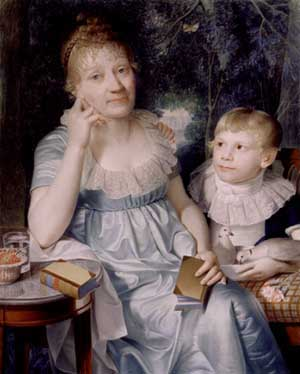
Benedikte Naubert (1752–1819)

### Nauc
- Nauche, Philippe (* 1957), französischer Politiker, Mitglied der Nationalversammlung
- Nauck, August (1822–1892), deutscher Philolog
- Nauck, Bernhard (* 1945), deutscher Soziologe, Professor an der TU Chemnitz
- Nauck, Carl (1813–1890), deutscher Klassischer Philologe und Gymnasialdirektor
- Nauck, Ernst Georg (1897–1967), deutscher Tropenmediziner und Hochschullehrer
- Nauck, Gerhard (1893–1976), deutscher Kriminalbeamter
- Nauck, Hugo (1837–1894), deutscher Architekt und königlich sächsischer Baubeamter
- Nauck, Martin (1883–1939), deutscher Jurist
- Nauck, Michael A. (* 1954), deutscher Internist und Forscher auf dem Gebiet der Endokrinologe und Diabetologie
- Nauck, Rudolf (* 1851), deutscher Gutsbesitzer und Politiker, MdR
- Nauck, Todd (* 1971), US-amerikanischer Comiczeichner
- Nauck, Ullrich (1852–1923), deutscher Verwaltungsbeamter
- Naucke, Emil (1855–1900), deutscher Berufsringer und Artist
- Naucke, Kurt (* 1905), deutscher Jurist
- Naucke, Wolfgang (* 1933), deutscher Rechtswissenschaftler und Hochschullehrer
- Nauckhoff, Ernst Gustaf Reinhold (1847–1919), schwedischer Mineraloge und Sprengstofftechniker
- Nauckhoff, Henrik Johan (1744–1818), schwedischer Marineoffizier
- Nauckhoff, John Gustaf (1867–1953), schwedischer Generalleutnant
- Nauckhoff, Rolf von (1909–1968), schwedischer Schauspieler
- Nauckhoff, Sigurd (1879–1954), schwedischer Ingenieur
- Nauclerus, Johannes (1425–1510), erster Rektor und späterer Kanzler der Universität Tübingen; Verfasser einer Weltchronik

### Naud
- Naud, Daniel (* 1962), kanadischer Eishockeyspieler, -trainer und -funktionär
- Naud, Guillaume (* 1992), deutsch-kanadischer Eishockeyspieler
- Naudain, Arnold (1790–1872), US-amerikanischer Politiker
- Naudascher, Eduard (1872–1945), deutscher Unternehmer
- Naudascher, Josef (1930–2014), deutscher Historiker und Heimatforscher
- Naudé, Albert (1858–1896), deutscher Historiker
- Naude, Andi (* 1996), kanadische Freestyle-Skisportlerin
- Naudé, Annelize (* 1977), niederländische Squashspielerin
- Naudé, Beyers (1915–2004), weißer südafrikanischer Theologe und Gegner der Apartheid
- Naudé, Elizna (* 1978), südafrikanische Diskuswerferin
- Naudé, Gabriel (1600–1653), französischer Gelehrter und Bibliothekar
- Naudé, Helmuth (1904–1943), deutscher Moderner Fünfkämpfer
- Naudé, Horst (1895–1983), deutscher Verwaltungsjurist und Landrat
- Naude, Jean-Claude (1933–2008), französischer Jazzmusiker und Komponist
- Naudé, Jozua François (1889–1969), südafrikanischer Politiker; amtierender Präsident (1967–1968)
- Naudé, Philipp (1654–1729), französisch-deutscher Mathematiker, Hochschullehrer und Theologe
- Naudé, Pieter Hugo (1869–1941), südafrikanischer Maler
- Naudé, Willem Christiaan (* 1909), südafrikanischer Diplomat
- Nauderer, Herbert (* 1958), deutscher zeitgenössischer Künstler
- Naudet, Gédéon (* 1970), französischer Filmregisseur
- Naudet, Jean-Baptiste (1743–1830), französischer Schauspieler
- Naudet, Joseph (1786–1878), französischer Philologe, Historiker und Bibliothekar
- Naudet, Jules (* 1973), französischer Filmregisseur
- Naudet, Thomas Charles (1773–1810), französischer Maler und Radierer
- Naudin ten Cate, Willem (1860–1942), niederländischer Vizeadmiral und Politiker
- Naudin, Charles (1815–1899), französischer Biologe und Botaniker
- Naudot, Jacques-Christophe († 1762), französischer Flötist und Komponist
- Naudre, Karmel (* 1996), estnische Schauspielerin
- Naudužas, Vytautas (* 1955), litauischer Diplomat und Politiker, Vizeminister
- Naudužs, Andris (* 1975), lettischer Radrennfahrer

### Naue
- Naue, Georg, deutscher Regattasegler
- Naue, Gert (* 1934), deutscher Ingenieur und Hochschullehrer
- Naue, Johann Friedrich (1787–1858), deutscher Komponist, Organist, Chorleiter und Herausgeber von Kirchengesängen sowie zahlreichen musiktheoretischen Schriften
- Naue, Julius (1833–1907), deutscher Maler, Zeichner, Radierer und Archäologe
- Naue, Ute (* 1960), deutsche bildende Künstlerin
- Nauen, Heinrich (1880–1940), deutscher Maler des ExpressionismusHeinrich Nauen (1880–1940)

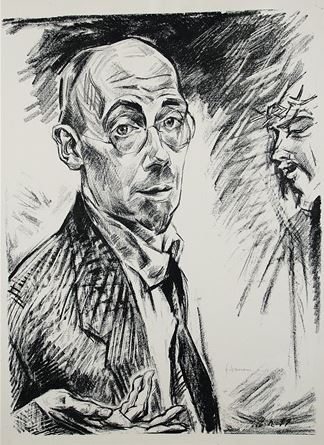
Heinrich Nauen (1880–1940)

- Nauen, Paul (1859–1932), deutscher Maler
- Nauenberg, Michael (1934–2019), US-amerikanischer theoretischer Physiker und Physikhistoriker
- Nauenburg, Gustav (1803–1875), deutscher Theologe, Sänger, Schriftsteller, Musikpädagoge, Musikkritiker und Enzyklopädist
- Nauendorf, Adolf von (1781–1842), nassauischer Generalmajor und Kammerherr
- Nauendorf, Friedrich August Joseph von (1749–1801), österreichischer Feldmarschallleutnant
- Nauendorf, Heinrich von (1860–1905), preußischer Major der Schutztruppe für Deutsch-Südwestafrika
- Nauer, Brunhilde (* 1959), deutsche Politikerin (AfD)
- Nauer, Daria (* 1966), Schweizer Langstreckenläuferin
- Nauer, Doris (* 1962), deutsche römisch-katholische Theologin
- Nauer, Josef (1906–1987), Schweizer Holzbildhauer
- Nauer, Karl (1874–1962), deutscher Kapitän und Südseeforscher
- Nauer, Marcel (* 1953), Schweizer Verleger und Unternehmer
- Nauer, Martin (* 1952), Schweizer Akkordeon- und Schwyzerörgelispieler
- Nauer, Otto (1914–2012), Schweizer Politiker (SP)
- Nauert, Gottfried Eusebius, deutscher Musiker und Komponist
- Nauert, Heather (* 1970), US-amerikanische Politikerin und Journalistin
- Nauert, Peter (1937–2018), deutscher Fußballtorwart im DDR-Fußball
- Nauerth, Claudia (* 1941), deutsche Christliche Archäologin
- Nauerth, Thomas (* 1961), römisch-katholischer Theologe
- Nauerz, Theodor (1909–2007), deutscher Priester und Verfolgter des NS-Regimes
- Nauesse, Christina (* 1989), deutsch-mosambikanische Fußballspielerin

### Nauf
- Naufahu, Joe (* 1978), neuseeländischer Schauspieler und Rugbyspieler
- Naufali, Habib Al- (* 1960), irakischer Geistlicher, chaldäisch-katholischer Erzbischof von Bassora
- Naufer, Mohamed Izzadeen (* 1979), sri-lankischer Fußballspieler

### Naug
- Naughten, Denis (* 1973), irischer Politiker
- Naughten, Liam (1944–1996), irischer Politiker
- Naughton, Bill (1910–1992), irisch-britischer Autor
- Naughton, Bobby (1944–2022), US-amerikanischer Jazzmusiker
- Naughton, Carl (* 1970), deutsch-englischer Sach- und Fachbuchautor, Linguist, psychologischer Pädagoge, Dozent und Vortragsredner
- Naughton, Christina (* 1988), US-amerikanische Klavierspielerin
- Naughton, David (* 1951), US-amerikanischer Schauspieler und SängerDavid Naughton (* 1951)

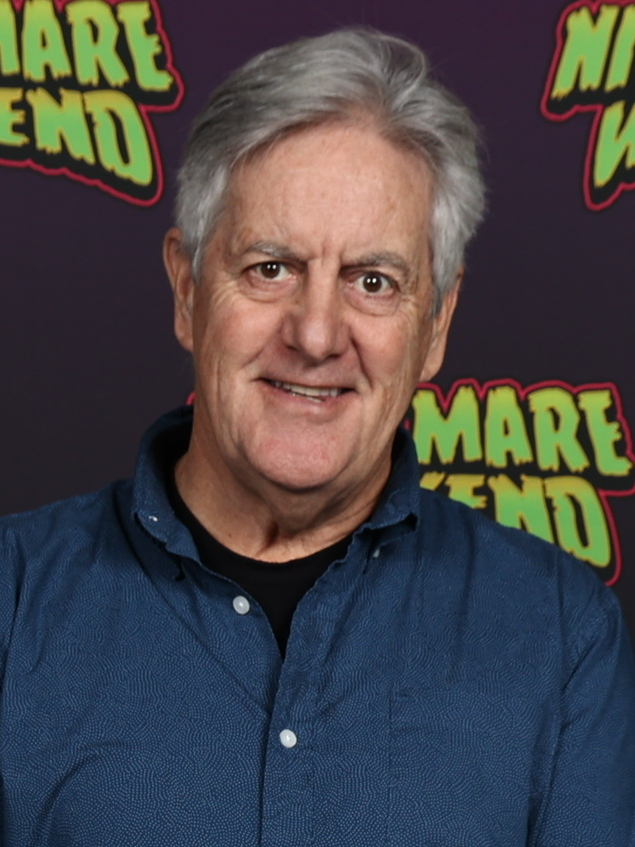
David Naughton (* 1951)

- Naughton, Hildegarde (* 1977), irische Politikerin; Staatsministerin
- Naughton, Hollie (* 1994), kanadische Squashspielerin
- Naughton, James (* 1945), US-amerikanischer Schauspieler
- Naughton, Katie (* 1994), US-amerikanische Fußballspielerin
- Naughton, Kyle (* 1988), englischer Fußballspieler
- Naughton, Michelle (* 1988), US-amerikanische Klavierspielerin
- Naughton, Naturi (* 1984), US-amerikanische Schauspielerin und Sängerin
- Naughton, Richard J. (1946–2011), US-amerikanischer Offizier, Vizeadmiral der US Navy
- Naughty Boy (* 1985), britischer Songwriter, Musikproduzent, Musiker und RapperNaughty Boy (* 1985)

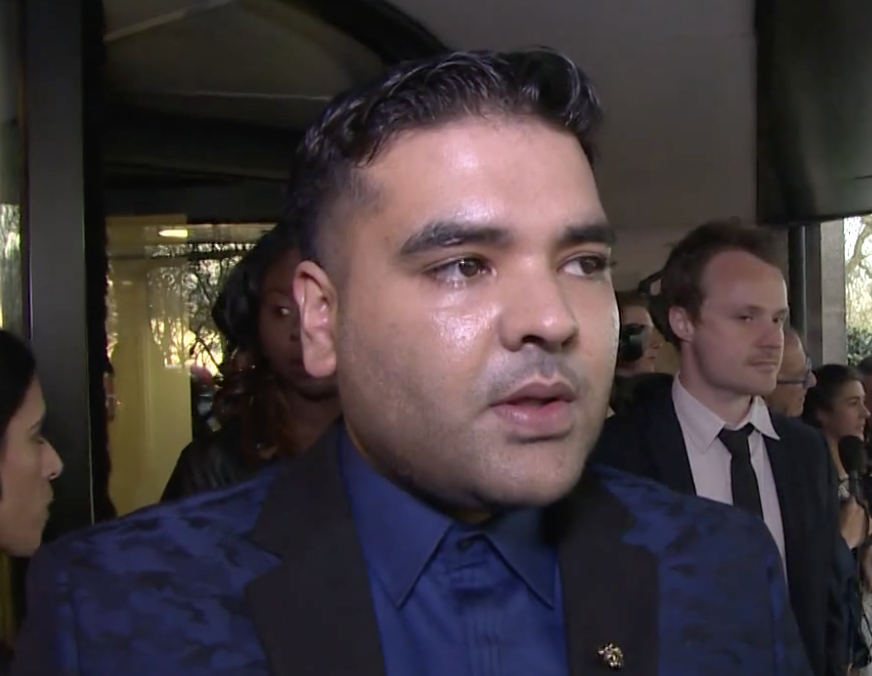
Naughty Boy (* 1985)

### Nauh
- Nauhaus, Gerd (* 1942), deutscher Musikdramaturg
- Nauhaus, Julia M. (* 1975), deutsche Kunsthistorikerin
- Nauhaus, Kilian (* 1960), deutscher Kirchenmusiker
- Nauhaus, Wilhelm (1899–1979), deutscher Buchbinder und Künstler
- Nauheim, Georg (1871–1930), deutscher Handwerksmeister und Politiker (Zentrum), MdR
- Nauheimer, Adolf (1910–1981), deutscher Kapitän und Reeder
- Nauheimer, Barbara (1949–2022), deutsche Diplom-Psychologin und Politikerin (Tierschutzpartei)
- Nauheimer, Christian (* 1965), deutscher Filmeditor
- Nauheimer, Günter (* 1940), deutscher Fußballspieler
- Nauheimer, Stefanie (1868–1946), österreichische Frauenrechtlerin

### Nauj
- Naujack, Svea (* 2006), deutsche Volleyballspielerin
- Naujalis, Juozas (1869–1934), litauischer Komponist, Organist, Chorleiter und Musikpädagoge
- Naujocks, Alfred (1911–1966), deutscher NationalsozialistAlfred Naujocks (1911–1966)

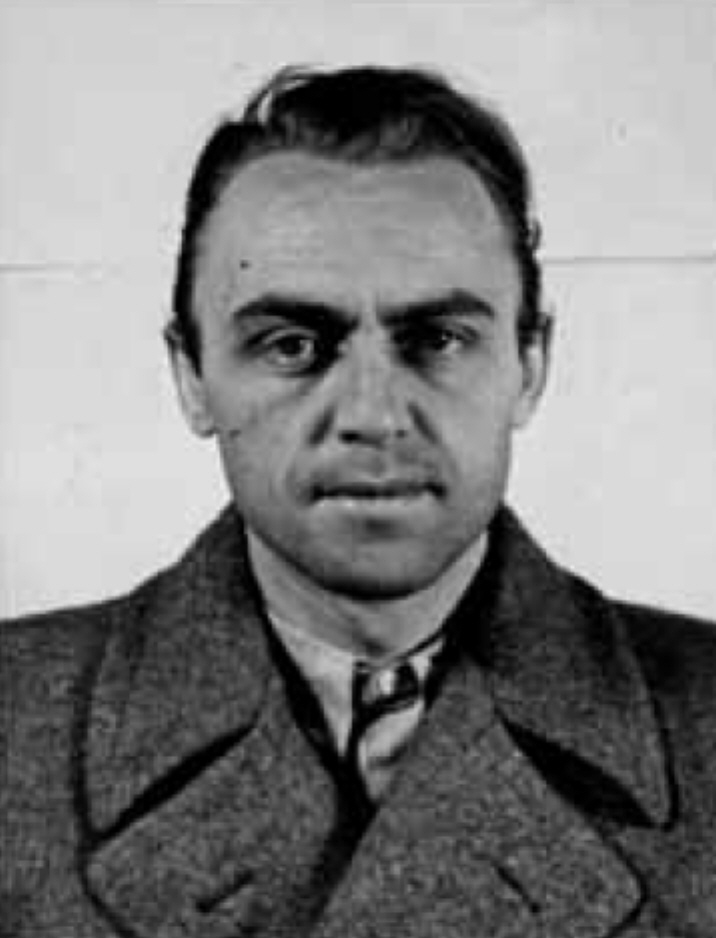
Alfred Naujocks (1911–1966)

- Naujocks, Max (1894–1963), deutscher Gerechter unter den Völkern
- Naujok, Edgar (* 1960), deutscher Politiker (AfD)
- Naujok, Rudolf (1903–1969), ostpreußischer Schriftsteller, Dichter und Pädagoge
- Naujokat, Anke (* 1972), deutsche Architekturhistorikerin
- Naujokat, Cord (* 1964), deutscher Immunologe, Onkologe
- Naujokat, Gerhard (1932–2017), deutscher evangelischer Pastor, Jugend-, Ehe- und Familienberater und Publizist
- Naujokienė, Nijolė (* 1954), litauische Politikerin, Bürgermeisterin der Rajongemeinde Kėdainiai
- Naujoks, Boris (* 1960), deutscher Dramaturg und Autor
- Naujoks, Christian, deutscher Musiker, Komponist und bildender Künstler
- Naujoks, Eberhard (1915–1996), deutscher Historiker und Hochschullehrer
- Naujoks, Ewald (1903–1985), deutscher Verwaltungsbeamter, Sozialist und Widerstandskämpfer im Dritten Reich
- Naujoks, Gerd (1959–2013), deutscher Ruderer
- Naujoks, Gerhard (* 1958), österreichischer Schauspieler, Theaterregisseur und Hörspielsprecher und -autor
- Naujoks, Hans (1892–1959), deutscher Gynäkologe und Geburtshelfer
- Naujoks, Harry (1901–1983), deutscher KPD-Funktionär und Chronist des KZ Sachsenhausen
- Naujoks, Heike, deutsche Special Olympics Radfahrerin
- Naujoks, Heino (1937–2025), deutscher Maler
- Naujoks, Helmut (* 1967), deutscher Jurist und Autor
- Naujoks, Ingo (* 1962), deutscher SchauspielerIngo Naujoks (* 1962)

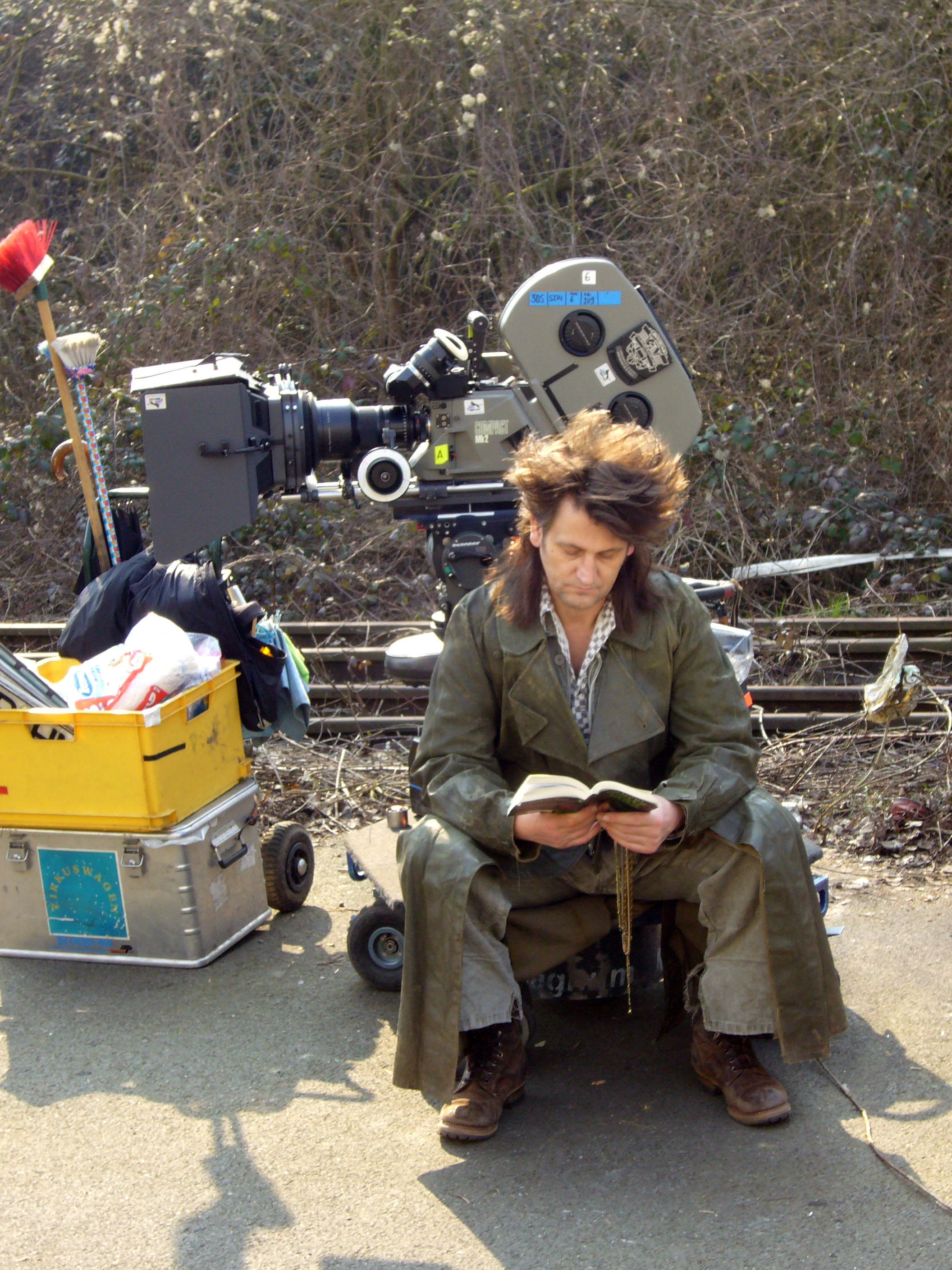
Ingo Naujoks (* 1962)

- Naujoks, Martha (1903–1998), deutsche kommunistische Widerstandskämpferin gegen den Nationalsozialismus
- Naujoks, Rudolf (1919–2004), deutscher Zahnmediziner und Hochschullehrer
- Naujoks, Sandra (* 1981), deutsche Pokerspielerin

### Nauk
- Naukratis-Maler, lakonischer Vasenmaler
- Naukydes, griechischer Bildhauer

### Naul
- Naul, Roland (* 1948), deutscher Sportpädagoge
- Nauleau, Bryan (* 1988), französischer Radsportler
- Naulin, Gerhard (1922–2018), deutscher Beamter und Politiker (SPD)
- Nault, Fernand (1920–2006), kanadischer Balletttänzer und Choreograf
- Nault, Jean-Philippe (* 1965), französischer Geistlicher, römisch-katholischer Bischof von Nizza
- Nault, Marie-Ève (* 1982), kanadische Fußballspielerin

### Naum
- Naum († 910), Klostergründer und Schüler der heiligen Kyrill und MethodiusNaum († 910)

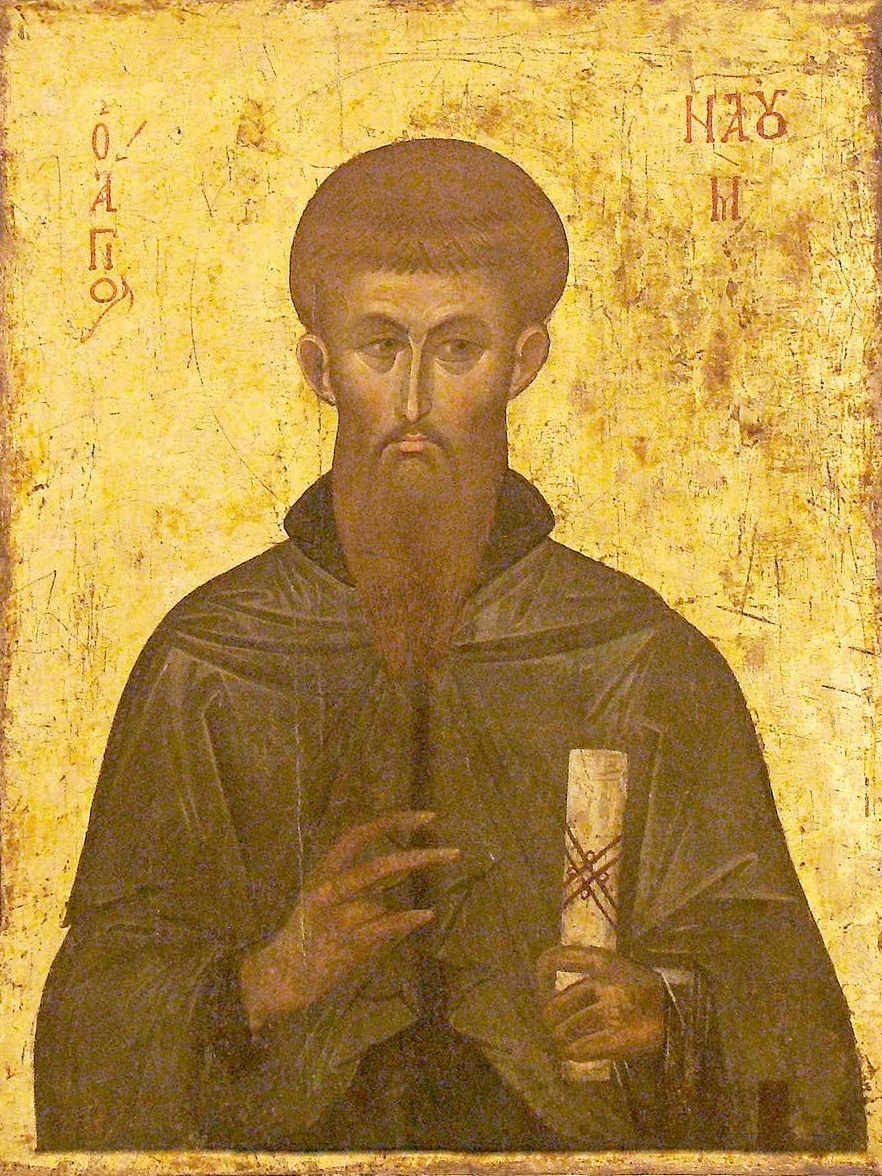
Naum († 910)

- Naum, Gellu (1915–2001), rumänischer Schriftsteller
- Nauman, Bruce (* 1941), US-amerikanischer Konzeptkünstler
- Nauman, Theodor (1885–1947), schwedischer Wasserballspieler
- Naumanen, Katarina (* 1995), finnische Fußballspielerin
- Naumann zu Königsbrück, Bruno (1844–1903), sächsischer Unternehmer und Erfinder
- Naumann zu Königsbrück, Clas Michael (1939–2004), deutscher Zoologe
- Naumann zu Königsbrück, Eberhard (1903–1974), sächsischer Unternehmer und Wissenschaftler
- Naumann zu Königsbrück, Walther (1874–1944), sächsischer Unternehmer und Politiker
- Naumann, Albert (1875–1952), deutscher Fechter und Olympiateilnehmer
- Naumann, Alexander (1837–1922), deutscher Chemiker und Hochschullehrer
- Naumann, Alexander (* 1979), deutscher Schachspieler
- Naumann, Alfred (1847–1917), deutscher Fotograf und Gemeindeältester
- Naumann, Andrej (* 1979), deutscher Eishockeyspieler
- Naumann, Anja (* 1968), deutsche Verwaltungsjuristin
- Naumann, Annemarie Grete (1921–2008), deutsche KZ-Aufseherin
- Naumann, August Gotthilf († 1794), deutscher Hofbaumeister in Berlin
- Naumann, Barbara (* 1954), deutsche Literaturwissenschaftlerin und Hochschullehrerin
- Naumann, Bernd (1922–1971), deutscher Journalist
- Naumann, Bernd (1938–2022), deutscher Germanist
- Naumann, Carl (1872–1949), deutscher Puppenspieler
- Naumann, Carl Andreas (1786–1854), deutscher Ornithologe
- Naumann, Carl Friedrich (1797–1873), deutscher Geologe, Paläontologe, Mineraloge, Kristallograph und Entdecker (Fennoskandischer Eisschild)
- Naumann, Carl Wilhelm (1886–1958), deutscher Chemiker, Industrieller und Schriftsteller
- Naumann, Charlotte (1880–1968), deutsche Malerin und Grafikerin
- Naumann, Christian Andreas (1759–1828), Schützenhauptmann in Wittenberg, der die Stadt gegen die Schillschen Jäger verteidigte
- Naumann, Christian August (1705–1766), deutscher Baumeister
- Naumann, Christian Nicolaus (1720–1797), deutscher Dichter der Anakreontik
- Naumann, Christoph, deutscher Volleyballspieler und -trainer
- Naumann, Cilla (* 1960), schwedische Schriftstellerin und Journalistin
- Naumann, Constantin (1800–1852), deutscher Mathematiker
- Naumann, Dieter (1920–1992), deutscher Schauspieler bei Bühne und Fernsehen sowie Hörspielsprecher
- Naumann, Eckhard (* 1947), deutscher Politiker (SPD); Oberbürgermeister von Wittenberg
- Naumann, Edmund (1854–1927), deutscher Geograph und Geologe
- Naumann, Eduard (1800–1858), deutscher Deichhauptmann
- Naumann, Einar (1891–1934), schwedischer Biologe und Pionier der Limnologie und Professor an der Universität Lund
- Naumann, Emil (1827–1888), deutscher Komponist und Kirchenmusiker
- Naumann, Erich (1900–1983), deutscher Chemiker
- Naumann, Erich (1905–1951), deutscher Nationalsozialist und Chef der Einsatzgruppe B, Amtschef Amt III SD-Hauptamt, MassenmörderErich Naumann (1905–1951)

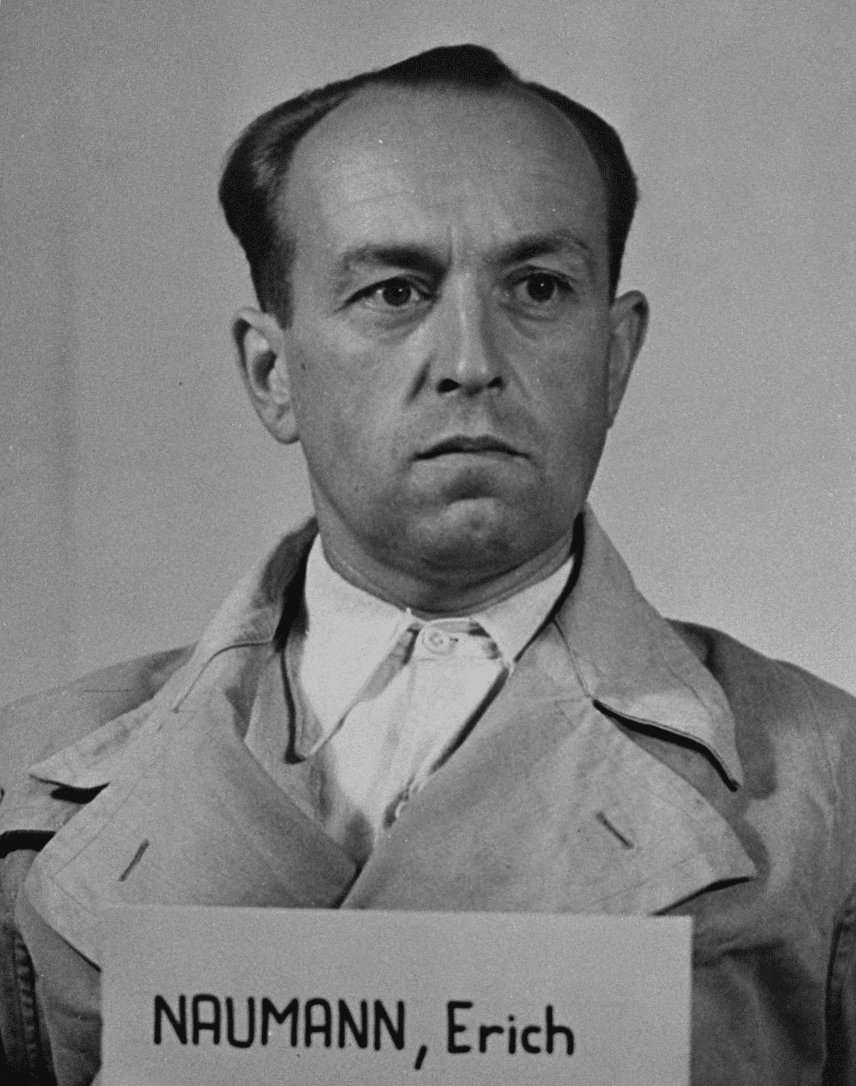
Erich Naumann (1905–1951)

- Naumann, Ernst (1832–1910), deutscher Organist, Komponist, Dirigent, Arrangeur und Musikwissenschaftler
- Naumann, Ernst (1873–1968), deutscher Geologe
- Naumann, Ernst (1921–2004), deutscher Verleger und Fußballfunktionär
- Naumann, Eugen (1803–1880), Verwaltungsjurist und Bürgermeister von Posen
- Naumann, Eugen (1874–1939), deutscher Politiker, Landrat und Mitglied des polnischen Sejm
- Naumann, Frank (* 1956), deutscher Biologe und Psychologe
- Naumann, Franz Heinrich von (1749–1795), deutscher Ingenieuroffizier und Vedutenmaler
- Naumann, Franz Josef (1904–1980), österreichischer Politiker (CS, ÖVP), Landtagsabgeordneter von Vorarlberg
- Naumann, Friedrich (1860–1919), deutscher evangelischer Theologe und Politiker (NSV, FVg, FVP, DDP), MdRFriedrich Naumann (1860–1919)

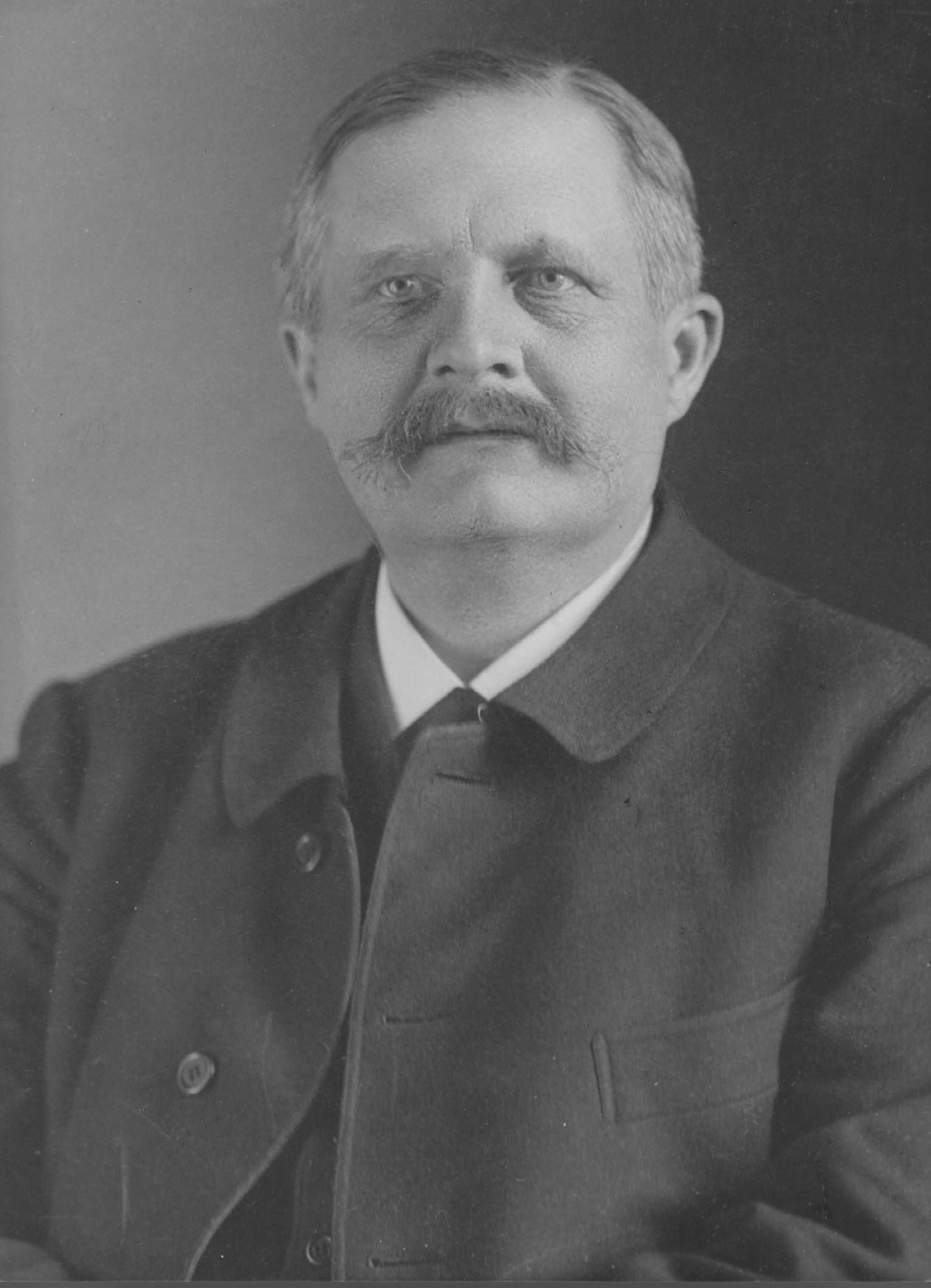
Friedrich Naumann (1860–1919)

- Naumann, Friedrich (* 1940), deutscher Historiker
- Naumann, Friedrich Gotthard (1750–1821), deutscher Maler der Klassik
- Naumann, Georg (1901–1978), deutscher Naturwissenschaftler
- Naumann, Gottfried O. H. (1935–2021), deutscher Augenarzt
- Naumann, Gottlob (1719–1798), preußischer Regimentsquartiermeister und militärhistorischer Autor
- Naumann, Grit (* 1966), deutsche Volleyballspielerin
- Naumann, Günter (1925–2009), deutscher Schauspieler
- Naumann, Hans (1886–1951), deutscher germanistischer Mediävist und Volkskundler
- Naumann, Hans (1908–1977), deutscher Romanist und Soziologe
- Naumann, Hans J. (* 1935), deutscher und US-amerikanischer Unternehmer
- Naumann, Hans-Günter (1935–2010), deutscher Politiker (SPD), MdL
- Naumann, Hans-Heinz (1919–2001), deutscher Arzt für Hals-, Nasen- und Ohrenerkrankungen und Hochschullehrer
- Naumann, Hans-Jürgen (* 1944), deutscher Fußballspieler
- Naumann, Hans-Peter (1939–2020), deutscher Philologe und Mediävist
- Naumann, Harald (1923–2017), deutscher Politiker (CDU der DDR)
- Naumann, Hartmut (* 1962), deutscher Musiker und Komponist
- Naumann, Heinrich (1856–1942), hessischer Schriftsteller
- Naumann, Heinrich Wilhelm (1931–2001), deutscher Mediziner und Verleger
- Naumann, Heinz (1919–2012), deutscher Architekt
- Naumann, Helga, deutsche Tischtennisspielerin
- Naumann, Henrike (* 1984), deutsche InstallationskünstlerinHenrike Naumann (* 1984)

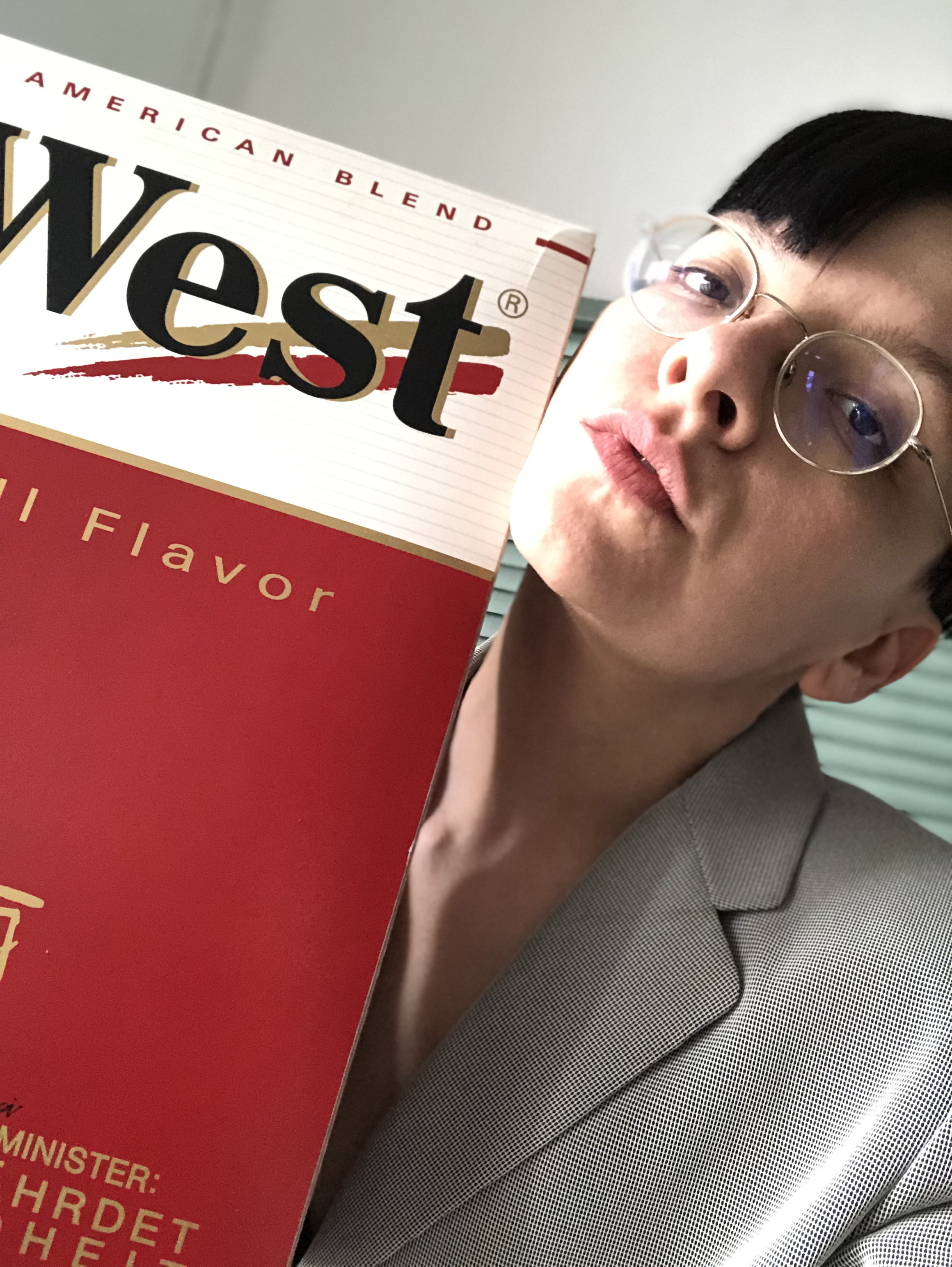
Henrike Naumann (* 1984)

- Naumann, Herbert (1918–2003), deutscher Bildhauer
- Naumann, Herbert (1929–2018), deutscher Journalist und Chefredakteur
- Naumann, Hermann (* 1930), deutscher Bildhauer und Grafiker
- Naumann, Horst (1908–1990), deutscher Maler und Grafiker
- Naumann, Horst (1925–2024), deutscher Schauspieler, Synchron- und HörspielsprecherHorst Naumann (1925–2024)

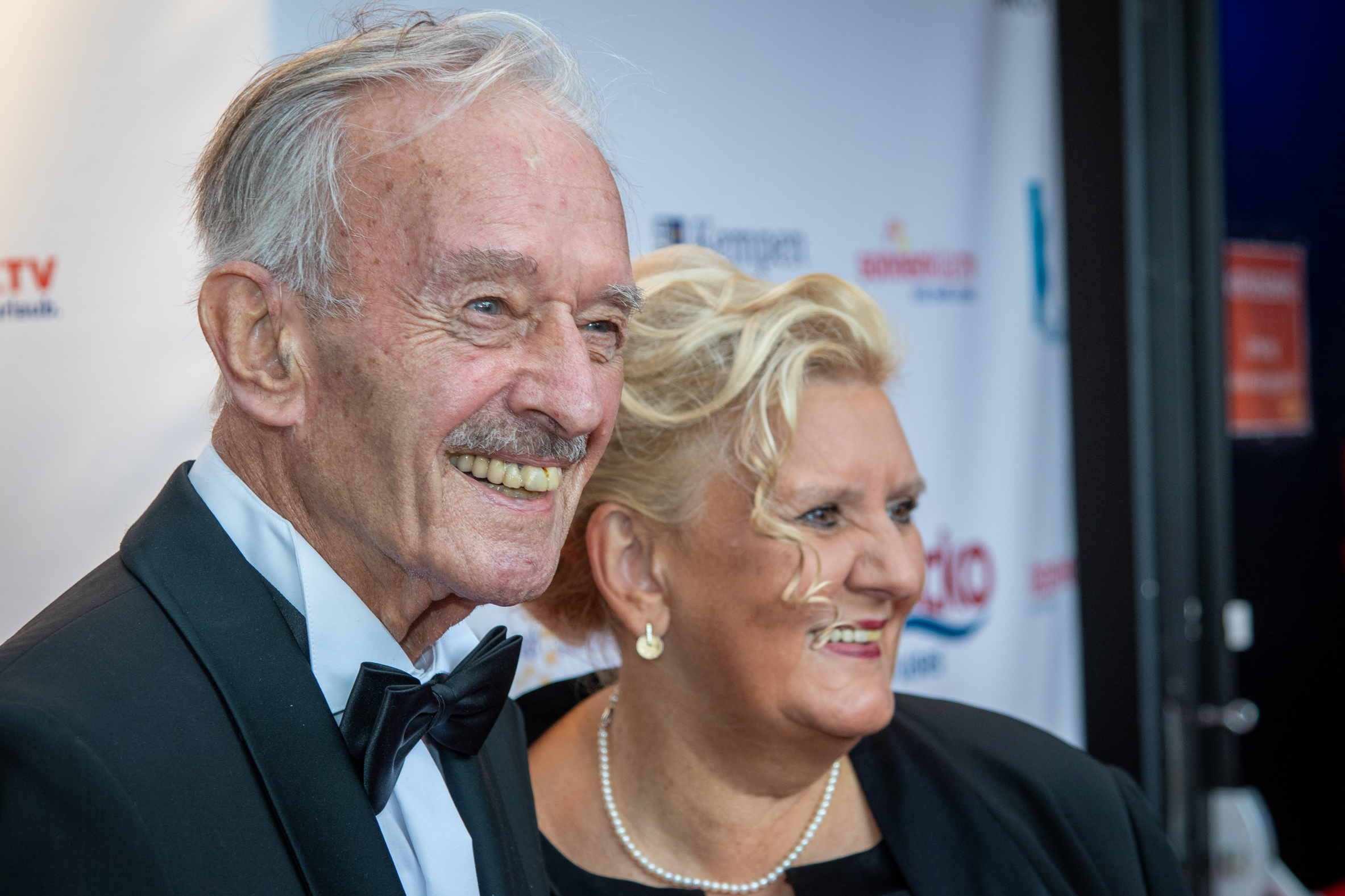
Horst Naumann (1925–2024)

- Naumann, Horst (1925–2015), deutscher Namenforscher, Linguist, Ehrenbürger der Stadt Grimma
- Naumann, Ilse (1905–1983), deutsche Modezeichnerin und Kostümbildnerin
- Naumann, Joachim (1929–2019), deutscher Diplomat, Botschafter der DDR
- Naumann, Johann Andreas (1744–1826), deutscher Ornithologe
- Naumann, Johann Christoph († 1756), preußischer Kauf- und Handelsmann sowie Rittergutsbesitzer
- Naumann, Johann Christoph von (1664–1742), deutscher Ingenieur, Offizier und Architekt
- Naumann, Johann David (1775–1824), preußischer Jurist
- Naumann, Johann Friedrich (1780–1857), deutscher Begründer der Vogelkunde in Mitteleuropa
- Naumann, Johann Gottlieb (1741–1801), deutscher Komponist der Klassik
- Naumann, Johann Gottlieb August (1799–1870), deutscher Jurist und Mitglied der Frankfurter Nationalversammlung
- Naumann, Johann Matthias († 1727), deutscher Orgelbauer
- Naumann, Johann Wilhelm (1897–1956), deutscher Journalist und Verleger
- Naumann, Joseph Fred (* 1949), US-amerikanischer römisch-katholischer Geistlicher, emeritierter Erzbischof von Kansas City
- Naumann, Karl (1872–1955), deutscher Maler
- Naumann, Karl (1905–1976), niedersächsischer Politiker (GB/BHE), MdL und SS-Führer
- Naumann, Karl-Peter (* 1950), deutscher Interessenvertreter, Bundesvorsitzender von Pro Bahn
- Naumann, Kati (* 1963), deutsche Schriftstellerin, Autorin und Museologin
- Naumann, Kerstin (* 1981), deutsche Riemenruderin
- Naumann, Klaus (1930–2020), deutscher Phytopathologe
- Naumann, Klaus (* 1939), deutscher Militär, General des Heeres der Bundeswehr; Generalinspekteur der Bundeswehr (1991–1996); Vorsitzender des NATO-Militärausschusses (1996–1999)
- Naumann, Klaus (* 1949), deutscher Historiker
- Naumann, Klaus-Peter (* 1959), deutscher Wirtschaftswissenschaftler
- Naumann, Kolja (* 1980), deutscher Jurist, Richter am Bundesgerichtshof
- Naumann, Konrad (1928–1992), deutscher Politiker (SED), MdV, Mitglied des Politbüros des Zentralkomitees der SED in der DDRKonrad Naumann (1928–1992)

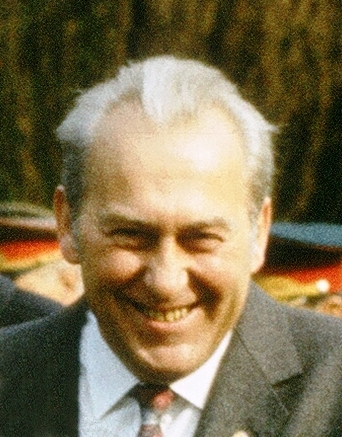
Konrad Naumann (1928–1992)

- Naumann, Kurt (1948–2018), deutscher Schauspieler
- Naumann, Lilian (* 1981), deutsche Schauspielerin
- Naumann, Louis (1845–1925), deutscher evangelischer Pfarrer und Historiker
- Naumann, Lutz-Peter (1944–1996), deutscher Journalist und politischer Häftling in der DDR
- Naumann, Manfred (1925–2014), deutscher Romanist
- Naumann, Manfred (* 1928), deutscher Lehrer und Politiker (SPD), MdVK
- Naumann, Manfred (* 1933), deutscher Leichtathlet
- Naumann, Margarete (1881–1946), deutsche Textilkünstlerin und Erfinderin der Margaretenspitze
- Naumann, Max (1875–1939), deutscher Rechtsanwalt, Politiker und Publizist
- Naumann, Michael (* 1941), deutscher JournalistMichael Naumann (* 1941)

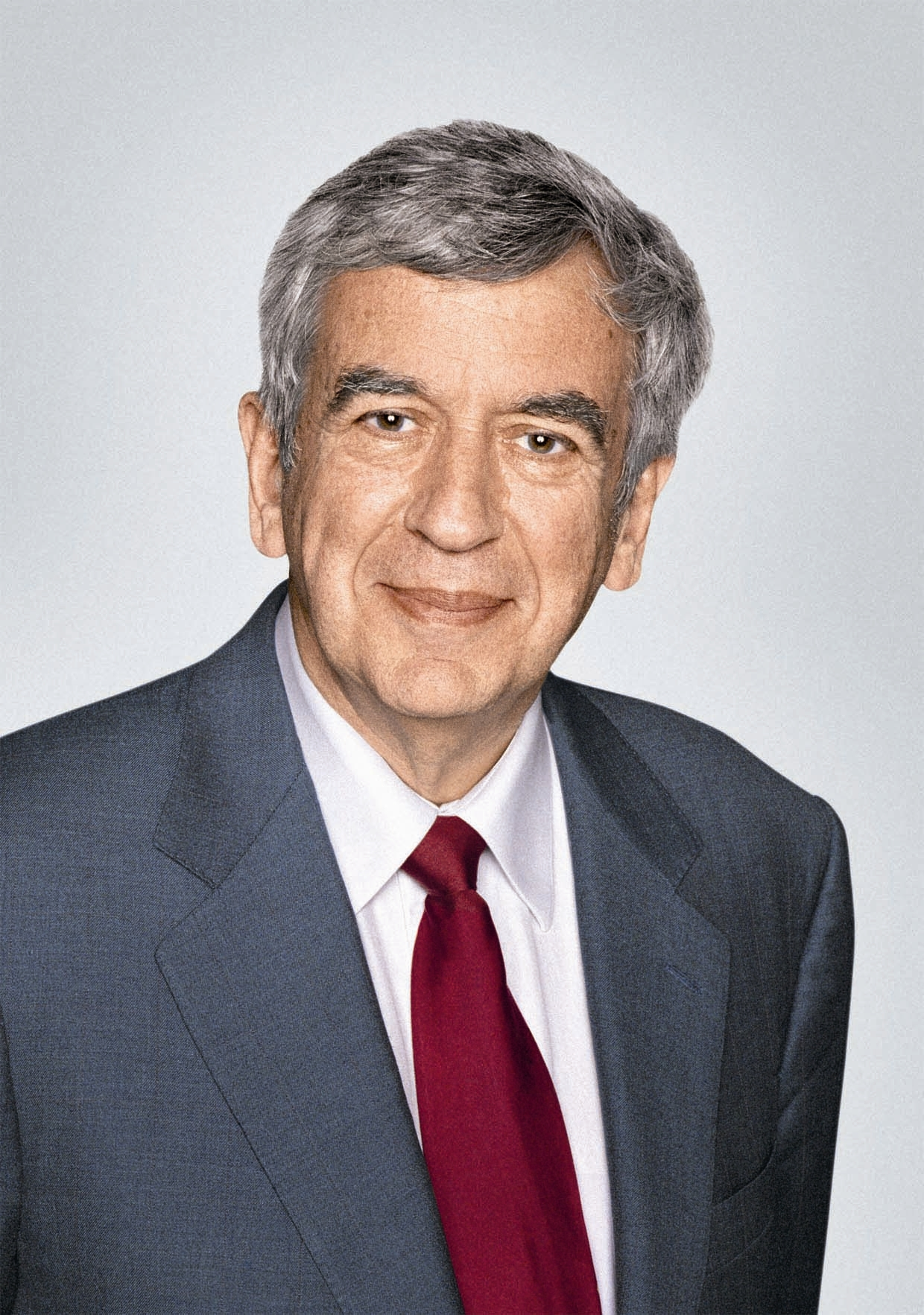
Michael Naumann (* 1941)

- Naumann, Michael (* 1977), deutscher Fernsehjournalist und Redakteur
- Naumann, Moritz (1798–1871), deutscher Mediziner und Hochschullehrer
- Naumann, Nelly (1922–2000), deutsche Japanologin
- Näumann, Oscar (1876–1937), deutscher Kunstturner
- Naumann, Otto (1835–1900), preußischer Geheimrat und Landrat
- Naumann, Otto (1876–1961), deutscher Verwaltungsbeamter
- Naumann, Otto (1895–1965), deutscher Politiker (NSDAP), MdR
- Naumann, Otto (1896–1973), deutscher Politiker (KPD, SED) und Bürgermeister
- Naumann, Peter (1941–2024), deutscher Segler
- Naumann, Peter (1952–2021), deutscher rechtsextremer Politiker (NPD) und ehemaliger Terrorist
- Naumann, Reinhard (* 1960), deutscher Politiker (SPD), Bezirksbürgermeister von Berlin-Charlottenburg-Wilmersdorf
- Naumann, Richard (1906–1978), deutscher Richter und Rechtswissenschaftler
- Naumann, Robert (1809–1880), deutscher Gymnasiallehrer und Bibliothekar
- Naumann, Robert (1890–1979), deutscher Maler, Restaurator und Radierer
- Naumann, Robert (1899–1978), deutscher Politökonom. Professor und Mitglied des ZK der SED
- Naumann, Rüdiger (* 1960), deutscher Fußballspieler
- Naumann, Rudolf (1910–1996), deutscher Bauforscher
- Naumann, Saskia, deutsche Fernsehmoderatorin
- Naumann, Siegfried (1919–2001), schwedischer Komponist und Professor
- Naumann, Theo (1962–2012), deutscher Regisseur und Redakteur
- Naumann, Thomas (* 1951), deutscher Moderator und Schauspieler
- Naumann, Thomas (* 1953), deutscher Experimentalphysiker und HonorarprofessorThomas Naumann (* 1953)

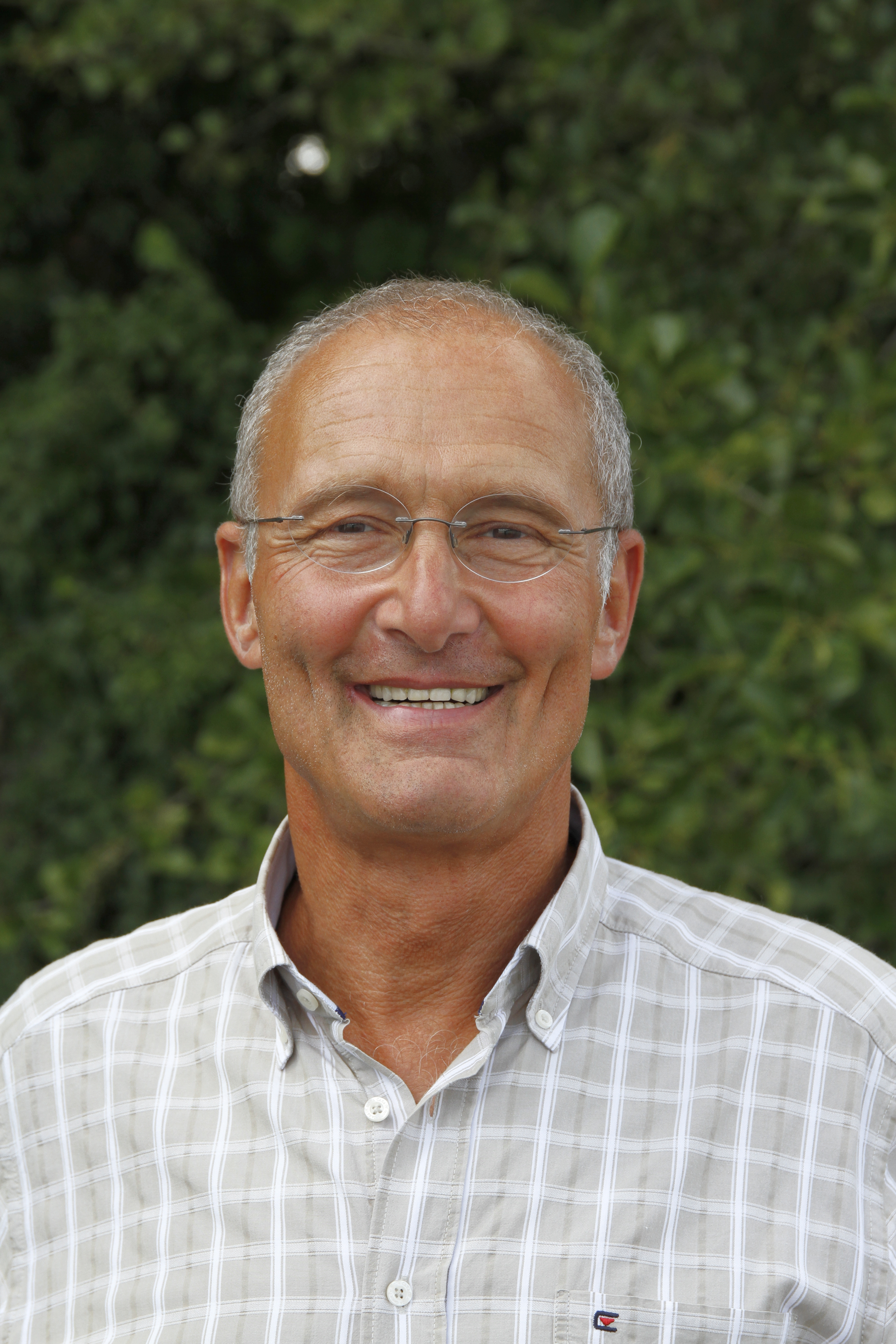
Thomas Naumann (* 1953)

- Naumann, Thorsten (* 1971), deutscher Langstreckenläufer
- Naumann, Tom (* 1965), deutscher Gitarrist
- Naumann, Tom (* 1967), deutscher Fotograf
- Naumann, Ulrich (* 1946), deutscher Bibliothekswissenschaftler
- Naumann, Ursula (1945–2022), deutsche Schriftstellerin
- Naumann, Uwe (* 1951), deutscher Herausgeber und Autor
- Naumann, Uwe (* 1963), deutscher Fußballspieler
- Naumann, Victor (1865–1927), deutscher Publizist und Schriftsteller
- Naumann, Walter, deutscher Jurist und Landrat
- Naumann, Walter (* 1905), deutscher Internist und Hochschullehrer
- Naumann, Walter (1910–1997), deutsch-amerikanischer Romanist, Germanist und Komparatist
- Naumann, Werner (1896–1952), deutscher Kaufmann und Direktor der Focke-Wulf-Flugzeugwerke in Bremen
- Naumann, Werner (1909–1982), deutscher Volkswirt und Nationalsozialist, SS-Brigadeführer und persönlicher Referent von Joseph Goebbels
- Naumann, Werner (* 1935), deutscher Erziehungswissenschaftler
- Naumann, Wolfgang (* 1936), deutscher ehemaliger Politiker (NDPD), MdV
- Naumann, Wolfram (1931–2021), deutscher Japanologe und Hochschullehrer
- Naumann-Steckner, Friederike (* 1951), deutsche Klassische Archäologin
- Naumbourg, Samuel (1817–1880), französischer Kantor und Komponist liturgisch-jüdischer Musik
- Naumburg, Elkan (1835–1924), deutsch-amerikanischer Bankier und Philanthrop
- Naumburg, Elsie (1880–1953), US-amerikanische Ornithologin
- Naumburger Meister, Steinbildhauer des Mittelalters
- Naumczyk, Antoni (1925–1969), polnischer katholischer Priester, Dozent der Polnisch-Katholischen Kirche und Generalvikar
- Naumeister, Hartwich Leberecht von (1707–1760), preußischer Oberstleutnant und Chef eines Grenadier-Bataillons
- Naumenko, Anatolij (* 1941), ukrainischer Linguist, Literatur- und Übersetzungswissenschaftler
- Naumenko, Nick (* 1974), US-amerikanischer Eishockeyspieler
- Naumenko, Oleksij-Nestor (* 1973), ukrainischer Filmregisseur, Drehbuchautor, Kameramann und Filmproduzent
- Naumenko, Wolodymyr (1852–1919), ukrainischer Pädagoge, Lexikograf, Linguist, Musikwissenschaftler, Journalist, Philologe und Minister des Ukrainischen Staates
- Naumenkow, Michail Sergejewitsch (* 1993), russischer Eishockeyspieler
- Naumer, Axel (* 1962), deutscher Radiomoderator und Kabarettist
- Naumetz, Fred (1922–1998), US-amerikanischer American-Football-Spieler
- Naumi, Alex (* 2001), finnischer Tischtennisspieler
- Naumik, Sergei (* 1985), kasachischer Biathlet
- Naumilkat, Hans (1919–1994), deutscher Komponist
- Naumoski, Ilčo (* 1983), mazedonischer FußballspielerIlčo Naumoski (* 1983)

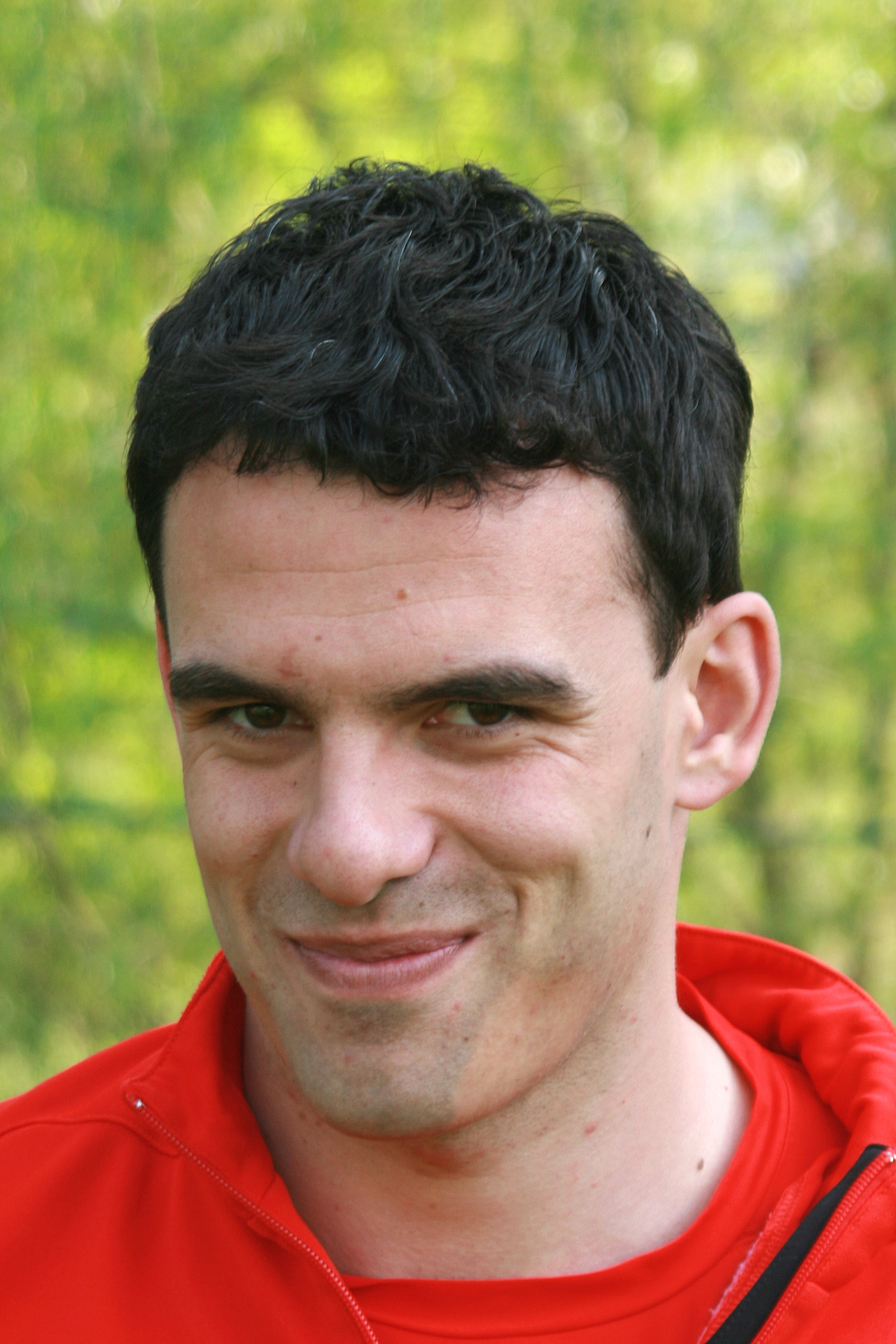
Ilčo Naumoski (* 1983)

- Naumoski, Petar (* 1968), mazedonischer Basketballspieler
- Naumov, Maxim (* 2001), US-amerikanischer Eiskunstläufer
- Naumov, Radomir (1946–2015), serbischer Politiker, Minister und Abgeordneter
- Naumov, Riste (* 1981), mazedonischer Fußballspieler
- Naumovs, Sergejs (* 1969), lettischer Eishockeytorwart und -trainer
- Naumovski, Kristijan (* 1988), nordmazedonischer Fußballtorhüter
- Naumovski, Vasko (* 1980), mazedonischer Politiker
- Naumow, Andrij (* 1973), ukrainischer Langstreckenläufer
- Naumow, Lew Nikolajewitsch (1925–2005), russischer Pianist und Komponist
- Naumow, Sergei Michailowitsch (* 1962), sowjetischer Wasserballspieler
- Naumow, Wadim Wladimirowitsch (1969–2025), russischer Eiskunstläufer
- Naumow, Wladimir Naumowitsch (1927–2021), russischer Regisseur und Drehbuchautor

### Naun
- Naunachte, Gemahlin des Kenherchepeschef
- Naundorf, Cathleen (* 1968), deutsche Fotografin und Artdirektorin
- Naundorf, Gerhard (1909–1980), deutscher Agrarwissenschaftler und Autor von Science-Fiction-Romanen
- Naundorf, Gonthard (1931–2018), deutscher Bühnen- und Fernsehschauspieler
- Naundorff, August Julius (1820–1907), sächsischer Offizier und Schriftsteller
- Naundorff, Karl Wilhelm (1785–1845), deutscher Uhrmacher, der bis zu seinem Tod behauptete, Ludwig XVII. von Frankreich zu sein und als Thronprätendent auftratKarl Wilhelm Naundorff (1785–1845)

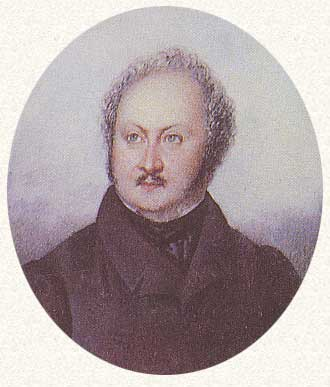
Karl Wilhelm Naundorff (1785–1845)

- Naunin, Helmut (1904–2002), deutscher Verwaltungsjurist
- Naunyn, Bernhard (1839–1925), deutscher Internist und Hochschullehrer
- Naunyn, Franz Christian (1799–1860), deutscher Jurist und Oberbürgermeister von Berlin

### Naup
- Naupert, Heinz (1916–2000), deutscher Wirtschaftswissenschaftler und Diplomat

### Naur
- Naur, Peter (1928–2016), dänischer Informatik-Pionier und Turingpreisträger
- Naura, Michael (1934–2017), deutscher Jazzmusiker, -Journalist, -Publizist und -Produzent
- Naurath, Elisabeth (* 1965), deutsche evangelische Theologin und Religionspädagogin
- Naurath, Martin (1575–1637), deutscher Jura- und Philosophieprofessor in Herborn, Rat und Amtmann in Siegen und Diez
- Naurois, René de (1906–2006), französischer katholischer Geistlicher und Ornithologe
- Nauroth, Andreas (* 1976), deutscher Fußballspieler
- Naursalijew, Ruslan (* 1984), usbekischer Ruderer
- Nauruz, Muhammad (* 1896), afghanischer Diplomat

### Naus
- Naus, Josef (1793–1871), Offizier und Vermessungstechniker
- Naus, Wayne (* 1947), US-amerikanischer Musiker und Hochschullehrer
- Nausch, Walter (1907–1957), österreichischer Fußballspieler und -trainer
- Nauschütz, Hans Joachim (1940–2003), deutscher Schriftsteller und Publizist
- Nause, Franz (1903–1943), deutscher sozialdemokratischer Widerstandskämpfer
- Nause, Gudrun (1940–2018), deutsche DFD-Funktionärin, MdV
- Nause, Helmut (* 1955), deutscher Gerichtspräsident
- Nause, Reto (* 1971), Schweizer Politiker
- Nausea, Friedrich († 1552), katholischer Bischof von Wien
- Nauseb, Robert (* 1974), namibischer Fußballspieler und -trainer
- Nausėda, Alfredas Stasys (* 1950), litauischer Politiker
- Nausėda, Gitanas (* 1964), litauischer Ökonom und Politiker, PräsidentGitanas Nausėda (* 1964)

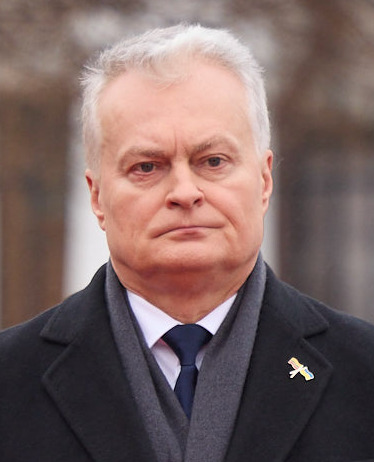
Gitanas Nausėda (* 1964)

- Nausėda, Kazimieras (* 1962), litauischer Politiker
- Nausėda, Petras (* 1985), litauischer Eishockeyspieler
- Nausėdaitė, Vilija (* 1979), litauische Wirtschaftsjuristin
- Nausėdienė, Diana (* 1964), litauische Unternehmerin, Dozentin und First Lady von Litauen (seit 2019)Diana Nausėdienė (* 1964)

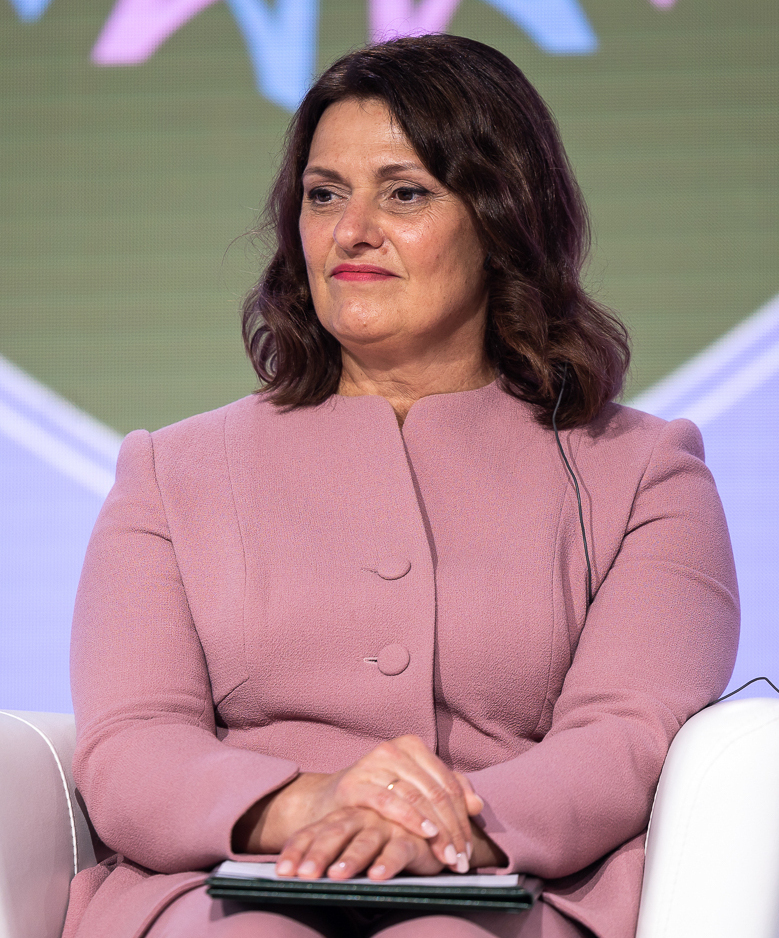
Diana Nausėdienė (* 1964)

- Nauseef, Mark (* 1953), US-amerikanischer Jazz-Perkussionist
- Naushad Ali (1919–2006), indischer Filmmusikkomponist
- Nausikaa-Maler, attischer Vasenmaler des rotfigurigen Stils
- Nausiphanes, griechischer Philosoph
- Nausner, Alex (* 1976), deutsch-österreichischer Hörfunkmoderator
- Nausner, Michael (* 1965), österreichischer Theologe
- Nauß, Philipp (1881–1958), österreichischer Fußballtorhüter
- Nauss, Thomas (* 1974), deutscher Umweltinformatiker und Hochschullehrer
- Naust, Pierre († 1709), französischer Instrumentenbauer

### Naut
- Nauta, Folke (1973–2023), niederländischer Pianist
- Nauta, Kate (* 1982), US-amerikanisches Fotomodell und Filmschauspielerin
- Nauta, Lodi (* 1966), niederländischer Philosophiehistoriker
- Nauta, Walle (1916–1994), niederländisch-US-amerikanischer Neuroanatom
- Nauta, Yvonne (* 1991), niederländische Eisschnellläuferin
- Nauth, Cyril (* 1981), französischer Politiker
- Nautius Rutilus, Gaius, römischer Feldherr und Politiker
- Nautius Rutilus, Gaius, römischer Konsul 287 v. Chr.
- Nautnes, Emilie (* 1999), norwegische Fußballspielerin
- Nauton, Pierre (1912–1970), französischer Romanist, Dialektologe und Sprachgeograf
- Nautu, Frances (* 2000), amerikanisch-samoanische Beachhandballspielerin
- Nautz, Jürgen (* 1954), deutscher Wirtschaftshistoriker

### Nauw
- Nauwach, Johann († 1630), deutscher Komponist
- Nauwald, Nana (* 1947), deutsche bildende Künstlerin, Malerin, Buchautorin und Dozentin für Rituale der Wahrnehmung
- Nauwerck, Carl (1810–1891), deutscher Junghegelianer, Orientalist und Politiker
- Nauwerck, Carl Albert (1735–1801), deutscher evangelisch-lutherischer Geistlicher und Dompropst
- Nauwerck, Coelestin (1853–1938), deutscher Pathologe
- Nauwerck, Eduard (1809–1868), deutscher Advokat und Bürgermeister von Strelitz
- Nauwerk, Ludwig (1772–1855), deutscher Verwaltungsjurist, Grafiker und Dichter

### Nauy
- Nauyala, Kapuka († 1989), namibischer Politiker